# Artabano IV
Artabano IV della dinastia arsacide (Partia, ... – Partia, 224) fu l'ultimo sovrano dei Parti a regnare sull'intero impero, dal 216 alla sua morte.

## Biografia
Figlio minore di Vologase V, Artabano spodestò dal trono il fratello Vologase VI, che si rifugiò a Babilonia.
L'imperatore romano Caracalla, con il pretesto che Artabano gli aveva rifiutato la mano della figlia, cercò di approfittare di queste lotte interne e mosse guerra ai Parti. Dopo aver devastato la Media e saccheggiato le tombe reali di Arbela, fece ritorno a Edessa per trascorrervi l'inverno. Fu assassinato a Carre, e Macrino divenne nuovo imperatore. 
Questa volta fu Artabano ad approfittare della situazione ed invase in gran forze la Mesopotamia, nei pressi di Nisibi, per tre giorni dall'alba al tramonto si scontrarono gli eserciti romani e partici, tuttavia questi ultimi non furono in grado di superare il "muro" di legionari. Inoltre l'arsacide si trovava a corto di viveri e fu costretto ad interrompere le ostilità, accettando la pace che gli offriva Macrino. I Romani restituirono i territori acquisiti, i prigionieri, il bottino di guerra e inoltre pagarono un'indennità di duecento milioni di sesterzi. Ma oramai il Regno dei Parti, complici le ripetute guerre con Roma, era in declino. I Romani negli ultimi due secoli avevano ripetutamente messo a ferro e fuoco le province partiche, sconfiggendone i sovrani, istituendo re clienti poi deposti, minando alla base della stabilità del regno orientale.
Nel 224 Ardashir, vassallo persiano di Artabano, si rivoltò al sovrano, lo sconfisse in tre battaglie e nell'ultima di queste, avvenuta nei pressi della città di Hormizdeghan, lo uccise. Due anni dopo conquistò la capitale Ctesifonte, dove catturò ed uccise anche il piccolo figlio di Artabano, come riportato dal Chronicon di Arbela, per evitare che questi potesse, un giorno, rivendicare il regno che era stato di suo padre. Con la sconfitta nel 228 di Vologase VI, fratello di Artabano, la storia dei Parti, durata più di 400 anni, si concludeva definitivamente.